# Cumhau
Cumhau var en dödsgud hos Mayaindianerna som härskade i en av världarna i deras underjord, Xibalba.